# Agria-Werke
Die Agria-Werke GmbH stellen Motorgeräte für Grünflächenpflege und Bodenbearbeitung her, beispielsweise Einachsschlepper, Motorhacken oder ferngesteuerte Mäher.

## Geschichte
Das Unternehmen wurde von dem Kaufmann Erwin Mächtel und dem Ingenieur Otto Göhler in Ruchsen bei Möckmühl gegründet, zog aber sehr bald auf ein freies Gelände in Möckmühl um.
Agria begann ab 1947 mit der Produktion von Gartenfräsen. Verbreitete Gerätetypen waren in den 1950er- und 1960er-Jahren die Motorhacke Agriette beziehungsweise die Einradfräse Agria Baby. Sie hatten Motoren der NSU Quickly und wurden daher häufig als Kräutermoped bezeichnet.
Der Einachsschlepper der Serie agria 2400 wurde 1982 vom Nachfolgemodell agria 3400 abgelöst, das bis heute produziert wird. Neben Motorhacken und Einachsschleppern wurden und werden auch Balkenmäher wie der agria 2300 produziert.
Im Verlauf der Geschichte wurde das Unternehmen kontinuierlich ausgebaut. Es entstanden zeitweise neben dem Stammwerk in Möckmühl bis in die 1970er-Jahre weitere Betriebe in Adelsheim und Jagsthausen sowie in Spanien, Italien und Griechenland.
Für eine kurze Zeit stellte Agria auch einen Dreirad-Lastenroller Triro her, der mit den Dreirad-Leichtlieferwagen Goliath und Tempo konkurrierte und wie der Goliath mit einem Hinterradantrieb warb. Von 1950 bis 1954 wurde dieses leichte Nutzfahrzeug mit 600 kg Nutzlast gebaut. Es kamen insgesamt circa 500 Stück auf den Markt. Der Pritschenwagen kostete bis zu 3675 DM.

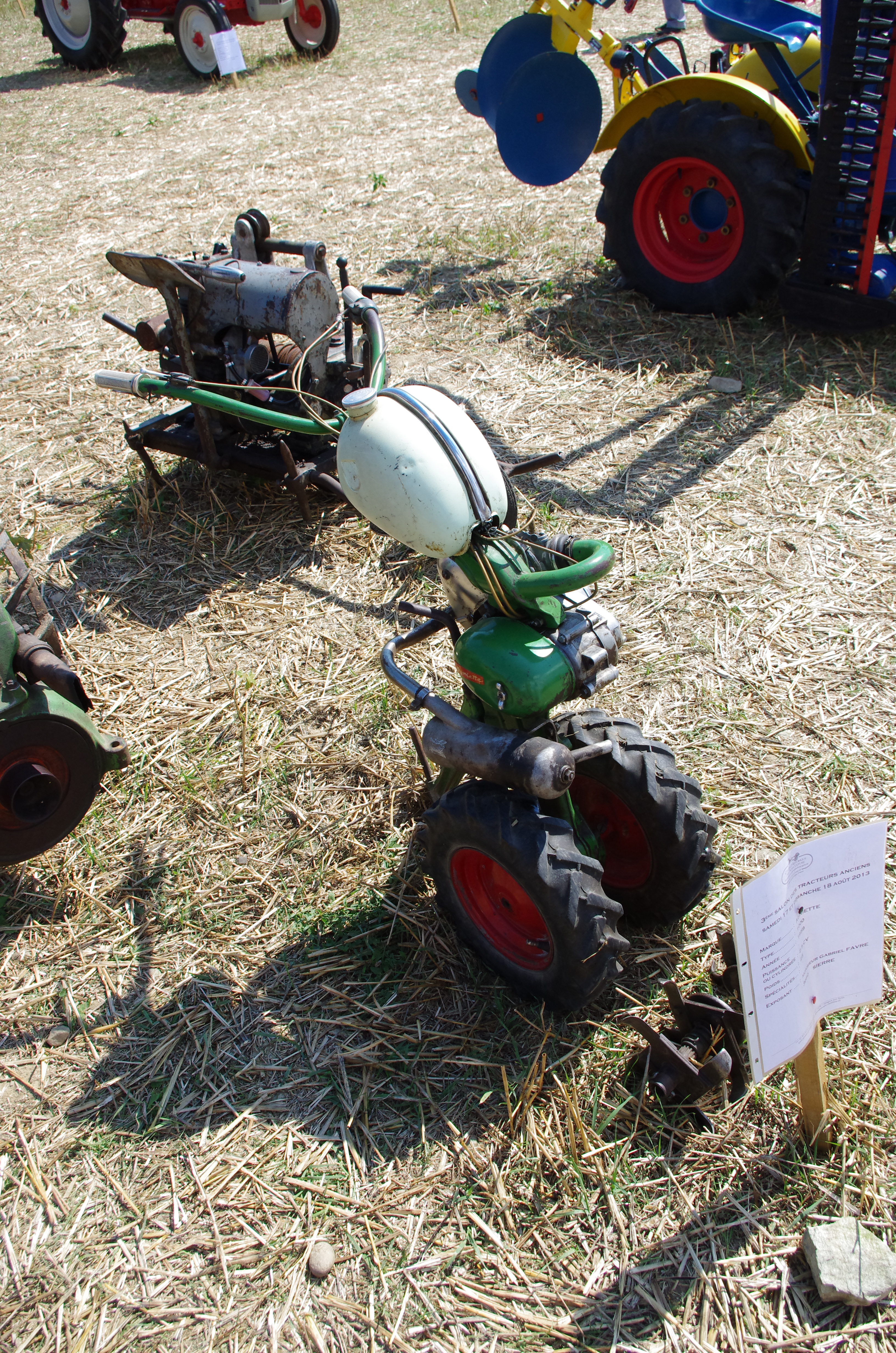
Agriette
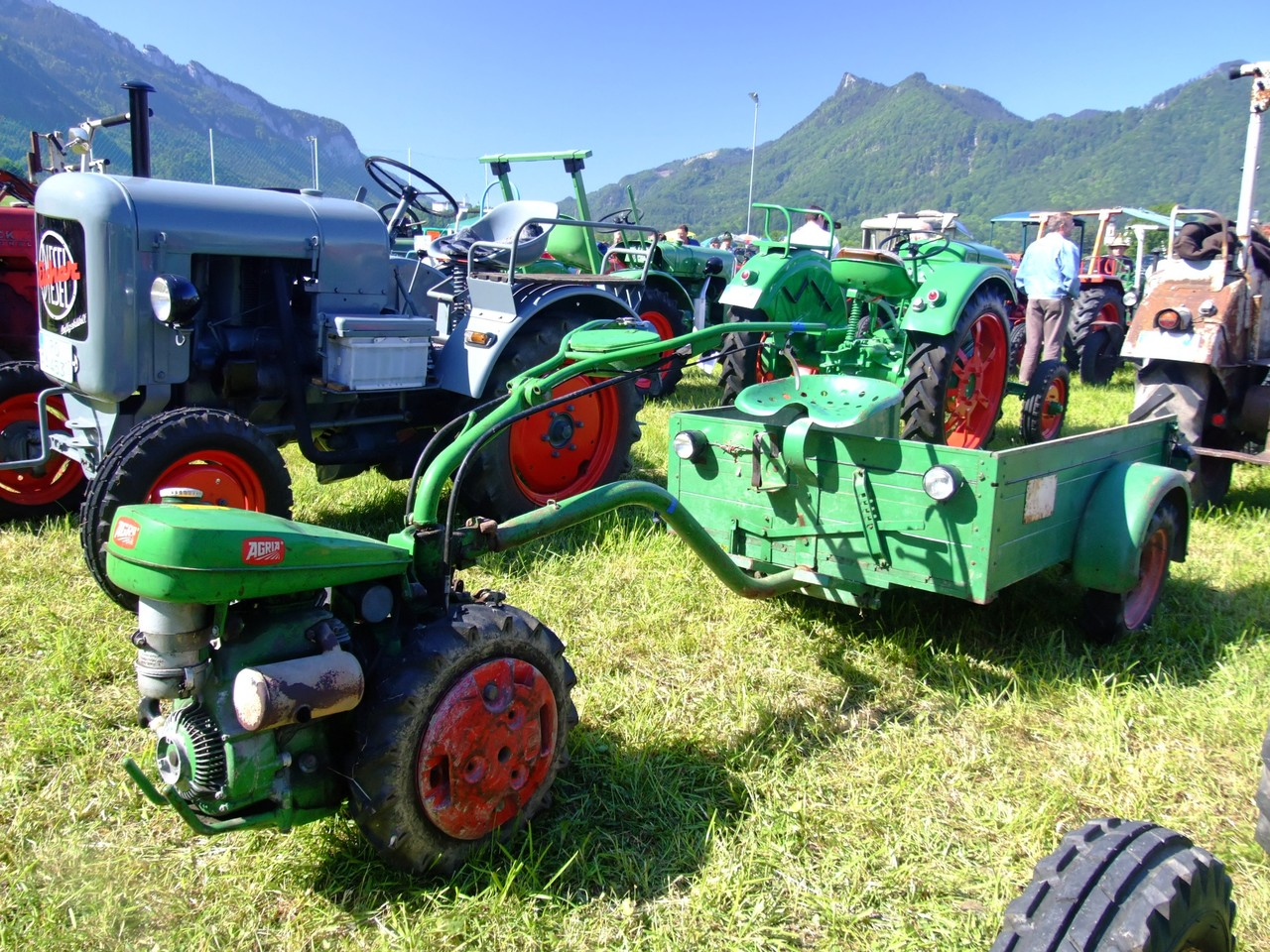
agria-Einachsschlepper Type 2400L
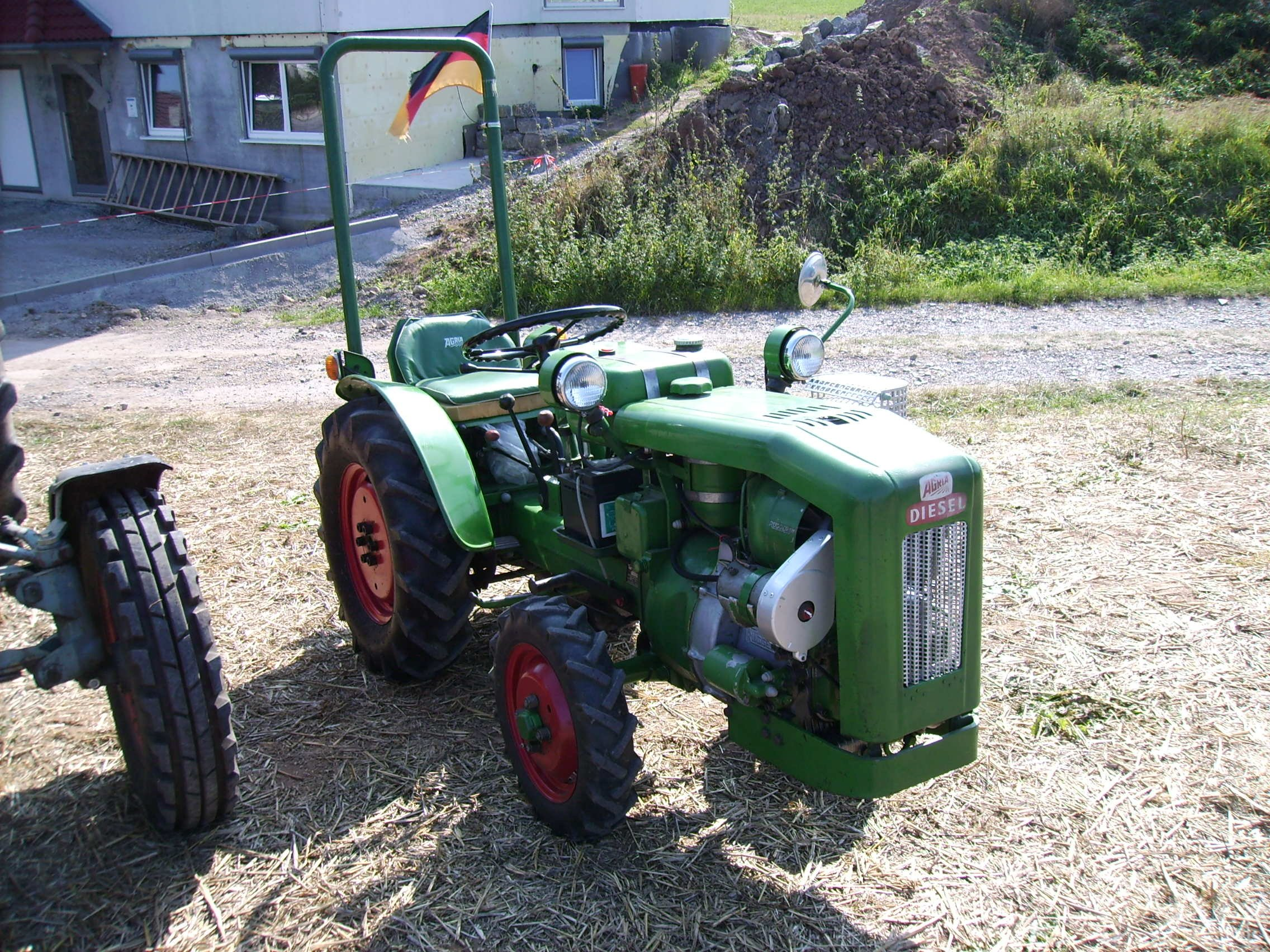
agria-Kleinschlepper Type 4800
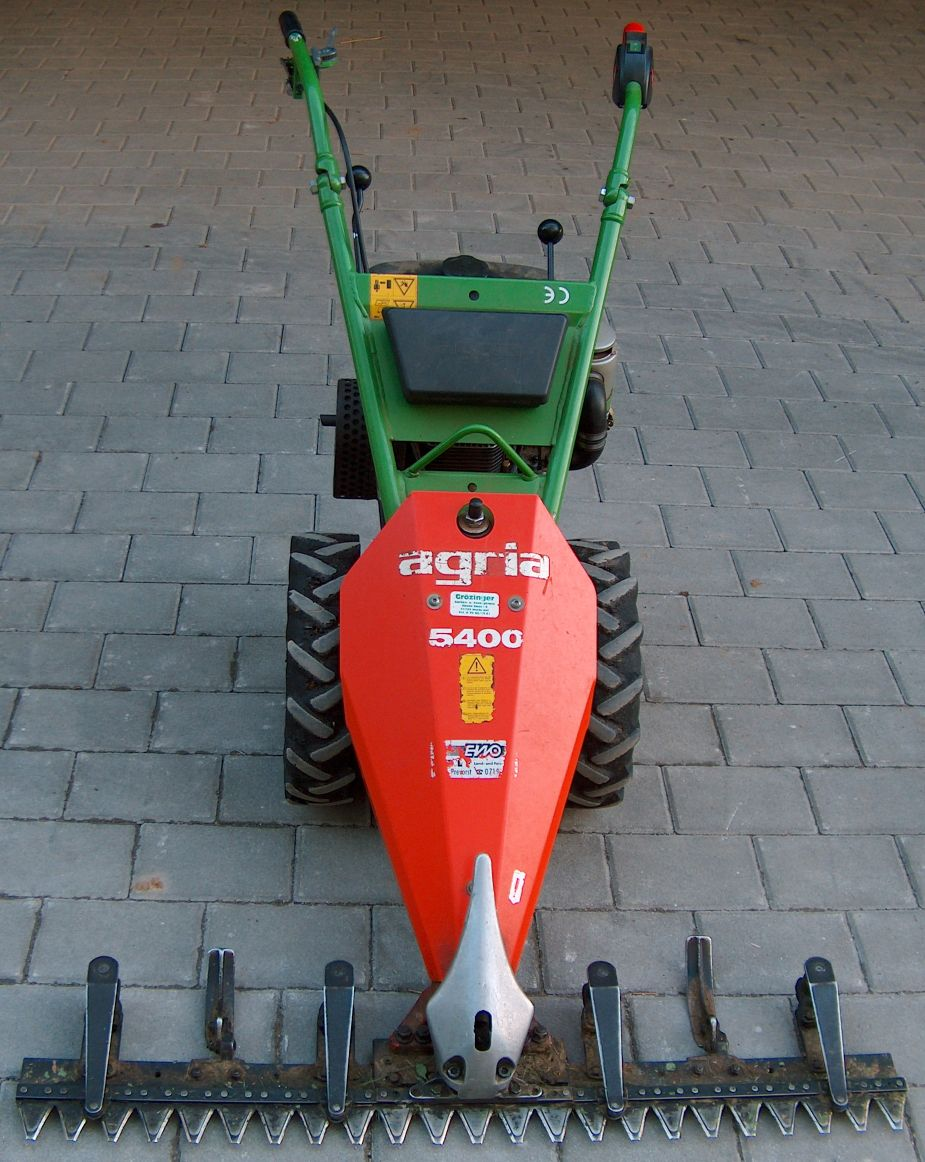
Balkenmäher von agria
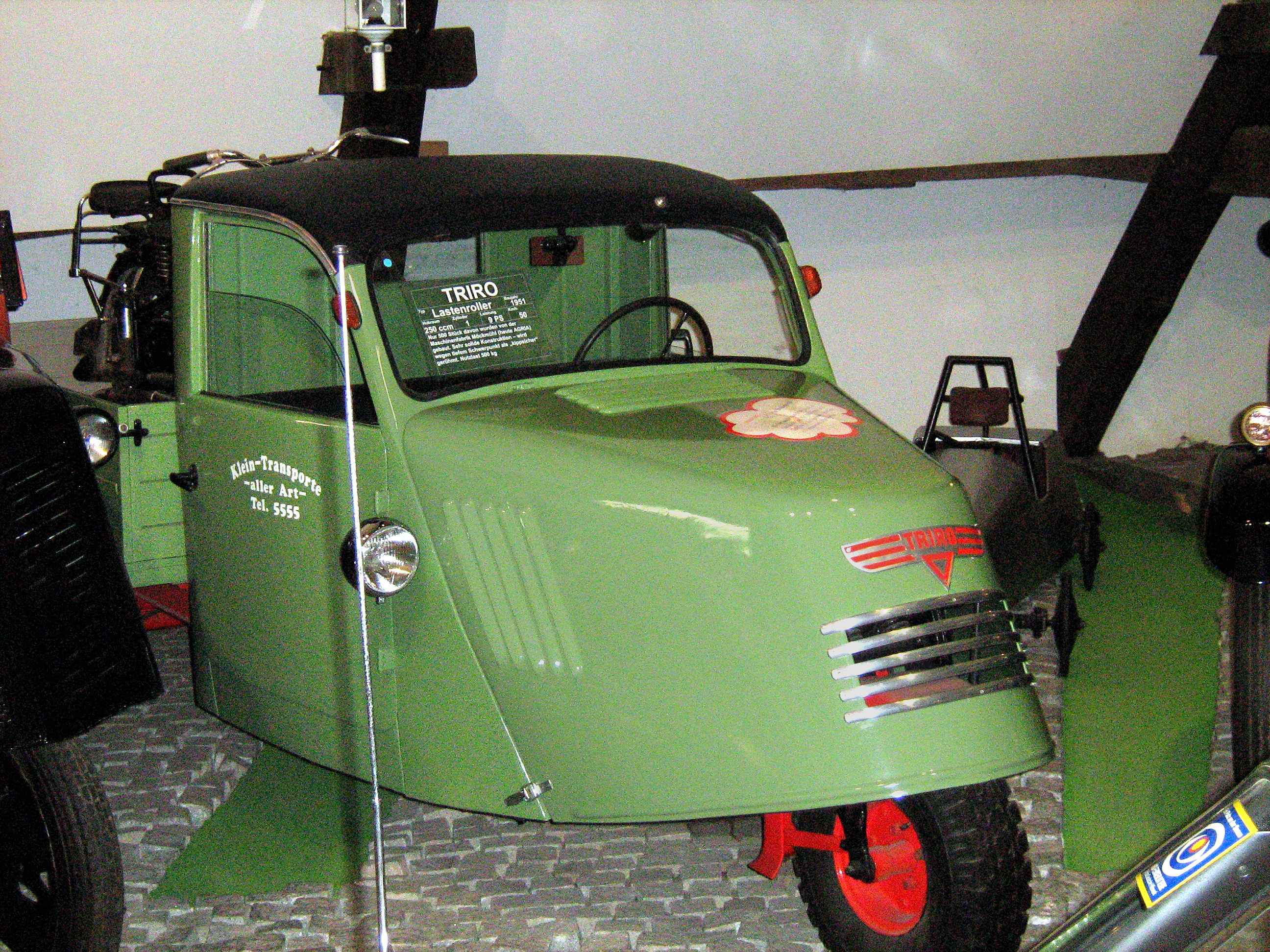
Lastenroller Triro

Im Jahr 1979 stieg Eggebrecht Viering als Geschäftsführer und bald Mitgesellschafter in das Unternehmen ein. In den ersten Jahren führte er es gemeinsam mit den Unternehmensgründern Erwin Mächtel und Otto Göhler. In dieser Zeit entstand unter anderem der noch heute verkaufte Einachsschlepper agria 3400 und die Produktion wurde durch Schweißroboter und Laserschneidemaschinen technisch weiterentwickelt.
Anfang der 1990er-Jahre erforderten die veränderten Marktverhältnisse erhebliche Veränderungen im Unternehmen. Eggebrecht Viering übernahm die Gesellschaftsanteile von den Familien der inzwischen verstorbenen Unternehmensgründer und führte Lean Management wie in der Automobilindustrie ein. Die hohe Fertigungstiefe wurde zugunsten regionaler Lieferanten deutlich reduziert und auf den Standort Möckmühl konzentriert. Im Zuge dieses Umstrukturierungsprozesses entstanden neue Unternehmen, die zum Teil bis heute wichtige Lieferanten sind, wie zum Beispiel die KKI, Hersteller von Blechteilen in Osterburken, die sich 1994 ausgegründet hat. Nach der erfolgreichen Neuorganisation entstanden in der Folge neue technisch anspruchsvolle Produkte wie die hydrostatischen Geräteträger agria 5900 mit Portalachse.
Am Stammsitz in Möckmühl befindet sich die Unternehmensverwaltung, eine Produktentwicklung sowie die Montage der Geräte. Pro Jahr werden in zwei Montagelinien und sechs Einzelmontageplätzen etwa 2000 Geräte gebaut.
Nach dem Tod des langjährigen Gesellschafters und Geschäftsführers Eggebrecht Viering Anfang des Jahres 2019 führt sein Sohn Julian Viering die Entwicklung des Familienunternehmens fort. Zum 31. Mai 2021 trat Goetz Viering in die Geschäftsführung als weiterer geschäftsführender Gesellschafter ein.

## Aktuelle Produkte
- Einachsschlepper: agria 3400, agria 3600, agria 4000, agria 6000
- Balkenmäher: agria 3600, agria 5300
- Kreiselmäher: agria 8000
- Geräteträger: agria 5500, agria 5900
- Motorhacken: agria 0800, agria 100-R
- Bodenfräsen: agria 3000, agria 3100, agria 1600, agria 2600
- Kehrmaschinen: agria 7100
- Ferngesteuerte Geräte: Sichelmulcher agria 9500 (seit 2019), Mähraupe agria 9600
- Wildkrautbürsten: agria 8100

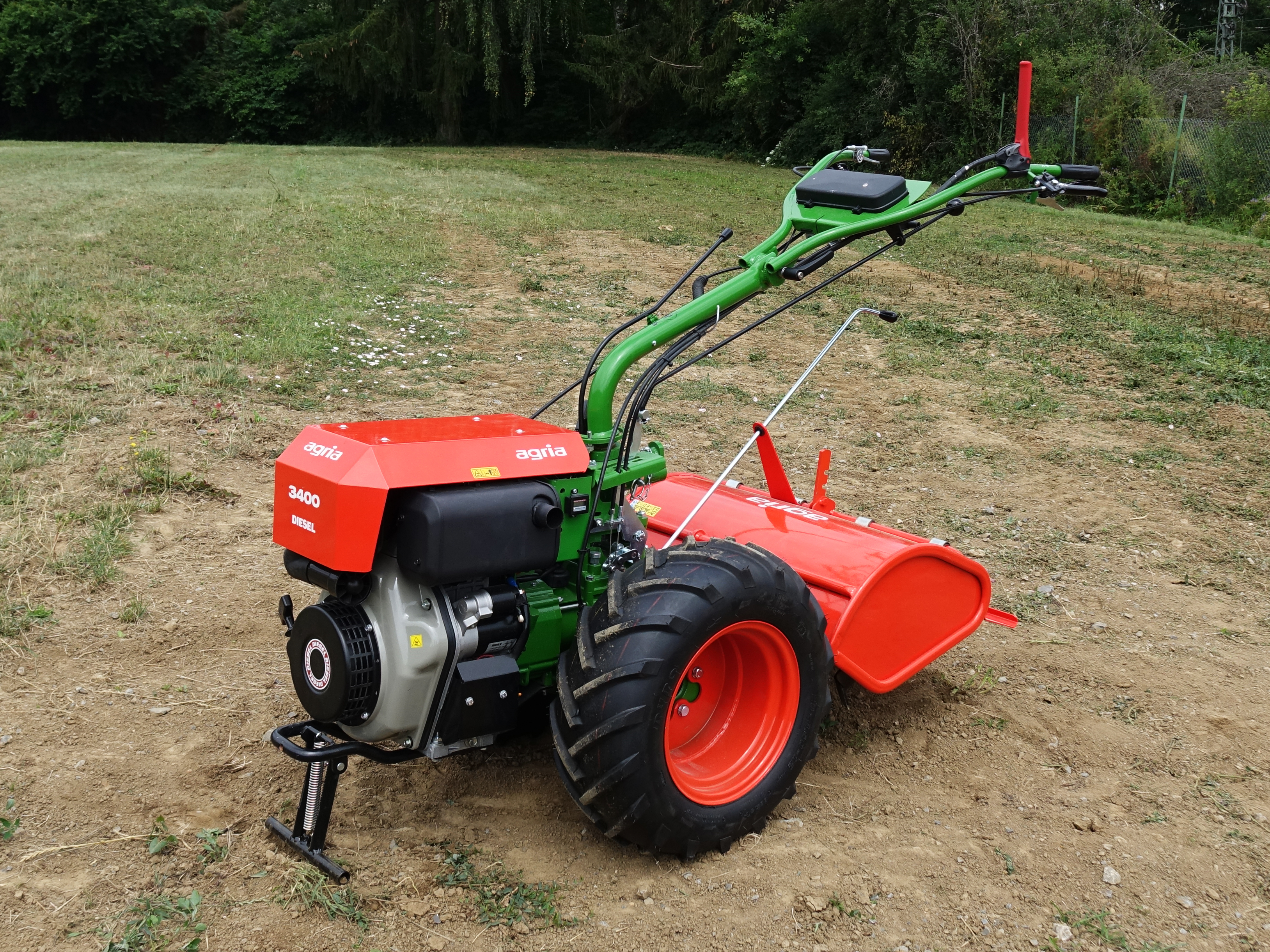
Einachsschlepper agria 3400 mit Fräse
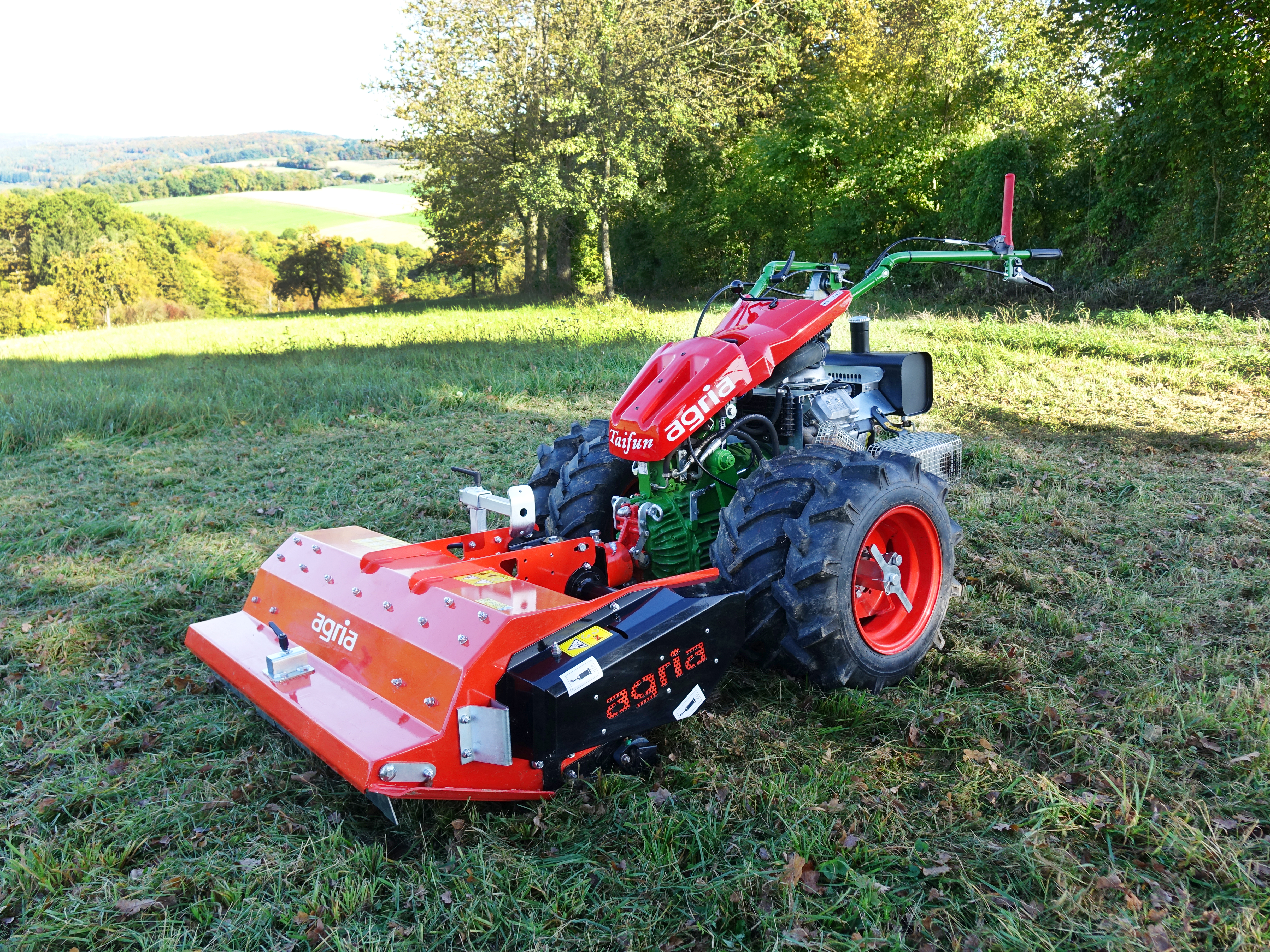
Geräteträger agria 5900 Taifun mit Schlegelmulcher
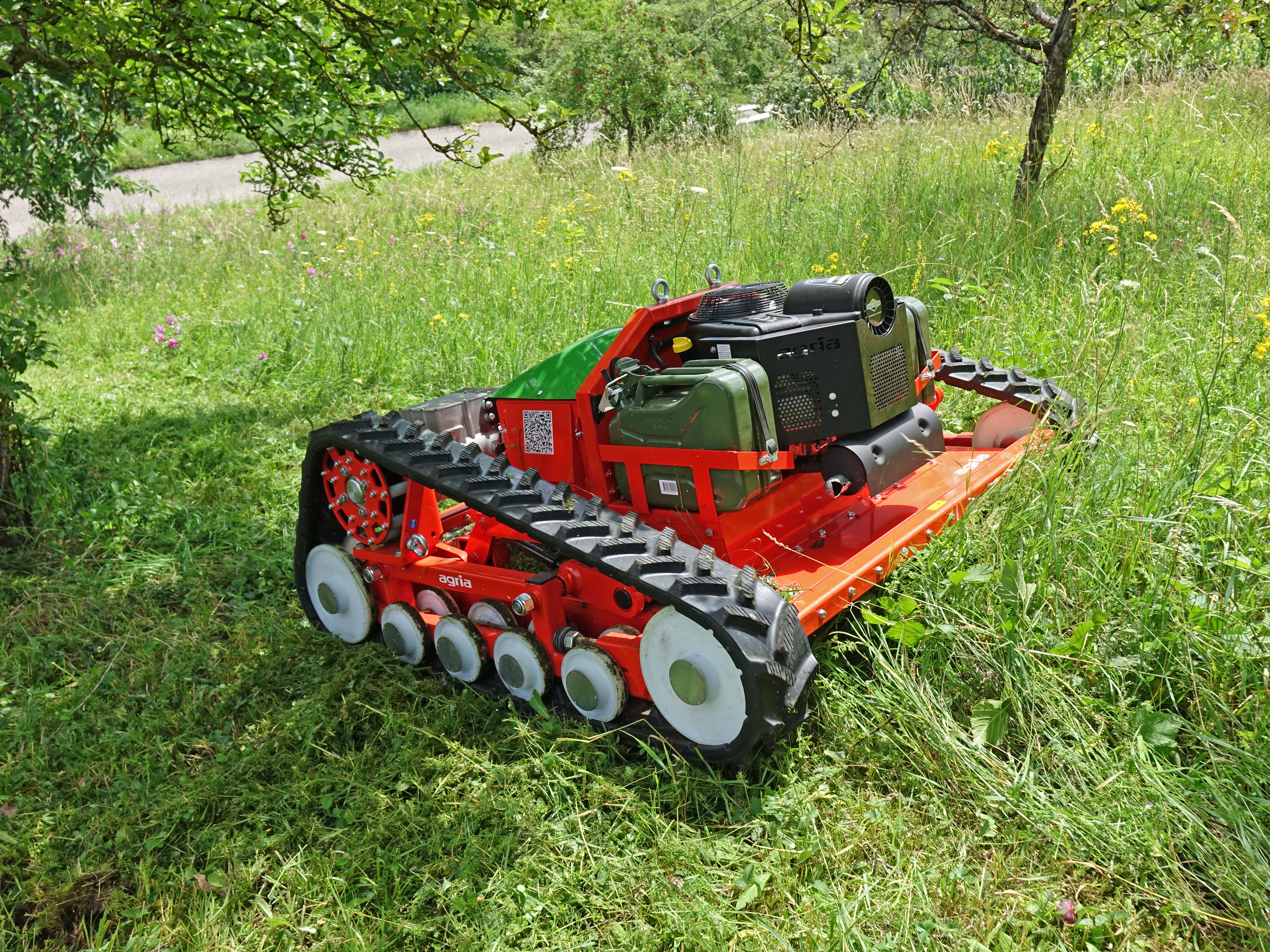
Ferngesteuerte Mähraupe agria 9600

## Weiteres
Agria ist Dualer Partner der Dualen Hochschule Baden-Württemberg Mosbach und bietet regelmäßig Studienplätze in den Bereichen Maschinenbau und Elektrotechnik, sowie Ausbildungsplätze im kaufmännischen Bereich an.
Zu den regionalen Zulieferern gehört auch die Johannes-Diakonie Mosbach. In deren Werkstätten für behinderte Menschen werden Einzelteile zu Baugruppen montiert, die anschließend im Möckmühler Stammwerk verarbeitet werden.
Aus den frei gewordenen Flächen im Zuge der Umstrukturierungsmaßnahmen Anfang der 1990er-Jahre entstand rund um die Agria-Werke GmbH der heutige Agria-Industriepark mit mehr als vierzig Mietern.